# Joe E. Tata
Joseph Evan Tata (født 13. september 1936, død 25. august 2022) var en amerikansk skuespiller. Han er bedst kendt for sin rolle som "Peach Pit"-ejeren Nat Bussichio i tv-serien Beverly Hills 90210, en rolle han havde fra seriens start i 1990 til slutningen i 2000. 

## Udvalgt filmografi
- The Rockford Files
- General Hospital
- Beverly Hills, 90210
- Charmed